# كيم كوليغ

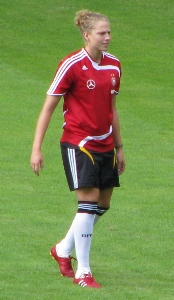
كيم كوليغ

كيم كوليغ (بالألمانية: Kim Nadine Kulig) هي مهاجمة كرة قدم ألمانية من مواليد (9 أبريل 1990) ، تلعب حاليا مع نادي هامبورغ الرياضي في الدوري الألماني للسيدات، استدعيت لأول مرة للعب مع منتخب ألمانيا لكرة القدم للسيدات في فبراير 2009.
وكانت كيم كوليغ ضمن تشكيلة المنتخب الألماني لكرة القدم للبنات الذي حلّ ثالثـًا في كأس العالم لكرة القدم للبنات 2008.

## روابط خارجية
- كيم كوليغ على موقع IMDb (الإنجليزية)
- كيم كوليغ على موقع الاتحاد الدولي (مؤرشف)  (الإنجليزية)
- كيم كوليغ على موقع الاتحاد الأوربي (الإنجليزية)
- كيم كوليغ على موقع قاعدة بيانات كرة القدم.إي يو (الإنجليزية)
- كيم كوليغ على موقع بيانات كرة القدم. دي إي (الألمانية)
- كيم كوليغ على موقع ليكيب (الفرنسية)
- كيم كوليغ على موقع Soccerway.com (الإنجليزية)
- كيم كوليغ على موقع عالم كرة القدم.نت (الإنجليزية)
- كيم كوليغ على موقع كووورة